# Amoklauf von Euskirchen
Beim Amoklauf von Euskirchen erschoss der 39-jährige Erwin Mikolajczyk am 9. März 1994 im Amtsgericht Euskirchen sechs Personen und zündete anschließend eine Bombe, die auch ihn selbst tötete. Weitere sieben Personen wurden zum Teil schwer verletzt.

## Hintergrund
Der Täter Erwin Mikolajczyk hatte einen Gerichtstermin. Ihm wurde vorgeworfen, seine 56-jährige Ex-Freundin verprügelt zu haben. Da er einen Strafbefehl nicht akzeptierte, wurde für den 9. März 1994 die Gerichtsverhandlung vor dem Amtsgericht um die Mittagszeit angesetzt.

## Hergang
Mikolajczyk erschien in einem Lackmantel und mit einem aus Knoblauchzehen gebundenen Kreuz vor der Brust. Er wurde vor Gericht zu einer Geldstrafe verurteilt. Er erschoss darauf den Richter, seine Ex-Freundin und vier weitere Personen. Anschließend zündete er eine Bombe, die er in einem Rucksack mitführte. Nach Presseberichten hatte der Täter die Bombe selbst gebaut. Bei der Waffe handelt es sich um einen Revolver vom Kaliber 45.

## Film
Die Begebenheit wurde in einem TV-Film mit dem Titel „Tag der Abrechnung – Der Amokläufer von Euskirchen“ thematisiert, in dem Christoph Waltz die Rolle des Täters Erwin Mikolajczyk spielt. Der Film wurde bei RTL ausgestrahlt und ist auf DVD erschienen.